# Doom 3: Resurrection of Evil
Doom: Resurrection of Evil är den första och enda expansionen till Doom 3, ett förstapersonsskjutarspel från Id Software som släpptes 2004. PC-versionen släpptes den 4 april 2005 medan Xbox-versionen släpptes 21 oktober (i Europa) samma år men var då fristående och krävde inte att du ägde grundspelet på Xbox. För utvecklingen stod Nerve Software som fyra år tidigare startats av den tidigare Id Software-anställde Brandon James. 
Resurrection of Evil innehåller bland annat fyra nya flerspelarbanor, tolv nya enspelarbanor, flera nya fiender och ett par nya vapen. Inklusive det klassiska dubbelpipiga hagelgeväret från Doom II: Hell on Earth. En av nyheterna var också det fysikbaserade verktyget "grabber" som likt "gravity gun" från Half-Life 2 kunde plocka upp vissa föremål och använda dem mot fiender. En annan var "artifakten" som efter att spelaren besegrat bossar i spelet gav tillgång till krafter såsom att sakta ner tiden.
Expansionen utspelar sig två år efter händelserna i Doom 3 och inleds på en av UAC:s baser där en ny invasion av demoner från helvetet har inletts men berättelsen tar senare spelaren till helvetet då det är det enda sättet att stoppa hotet. På Metacritic har Resurrection of Evil ett betygssnitt på 78 för PC-versionen baserat på 46 kritiker medan Xbox-versionen har ett betygssnitt på 77, baserat på 41 kritiker. Användarbetygssnittet är 7,3 vilket sammanfattas som "Mixed or Average". 